# 十五的月亮
《十五的月亮》是一首由石祥作词，铁源、徐锡宜作曲，娄连广编曲的歌曲，该歌曲还曾在1985年中央电视台春节联欢晚会上由董文华、柳培德演唱，在1986年获得第二届解放军文艺奖一等奖，2019年6月入选“庆祝中华人民共和国成立70周年优秀歌曲100首”

## 歌曲应用
在潮汕地区，人们过中秋时会做拜月娘的风俗，有部分群众买的香烛会播放该曲的伴奏

有些地区卖糯米糍的也有出现此曲伴奏做招揽生意，但有一部分洒水车也在放该曲